# Fiesta Nacional de la Calle Angosta
La Fiesta Nacional de la Calle Angosta es un festival de folklore que se realiza generalmente el primer fin de semana de diciembre desde el año 1984 en el Anfiteatro Alfonso y Zabala de la ciudad de Villa Mercedes, Provincia de San Luis, Argentina.Es considerada la celebración popular y folclórica más importante de la ciudad de Villa Mercedes. Fue declarada de interés cultural por el Senado de la Nación Argentina en diciembre de 2015, por ser considerado un evento que promueve las raíces culturales de la ciudad de Villa Mercedes.
Nació de la voluntad de los vecinos del Barrio Estación de Villa Mercedes ante su crecimiento cultural debido al Ferrocarril Buenos Aires al Pacífico y el apogeo folklórico en la ciudad. Su nombre hace referencia tanto a la cueca cuyana titulada «Calle Angosta» como a la calle homónima, calle Angosta.

## Historia
El origen de la festividad nació de la voluntad de los vecinos de Villa Mercedes y de sus autoridades por conmemorar su fundación y acervo cultural. En rigor, la idea de los organizadores era rescatar y ponderar a dos poetas de la ciudad, José Adimanto Zavala y Alfredo Alfonso. Ambos fueron creadores la famosa cueca cuyana titulada Calle Angosta, en la que homenajeaban a su infancia transcurrida en esa pequeña calle donde antiguamente vivían trabajadores ferroviarios. Con el paso del tiempo, la cueca conoció una importante resonancia en el mundo cultural argentino al ser interpretada por músicos de la talla de Mercedes Sosa, Julia Elena Dávalos y Los Chalchaleros, entre otros.
En sus primeras ocasiones, las actividades de la festividad se realizaban en el Barrio Estación, e incluían la exposición de vidrieras en los comercios con motivos alegóricos a la Calle Angosta, la realización de mesas redondas con temas vinculados a la tonada y la interpretación en guitarra y, finalmente, un desfile artístico por las calles de la villa hasta el Palacio Municipal de los Deportes, en donde se brindaba una serenata.

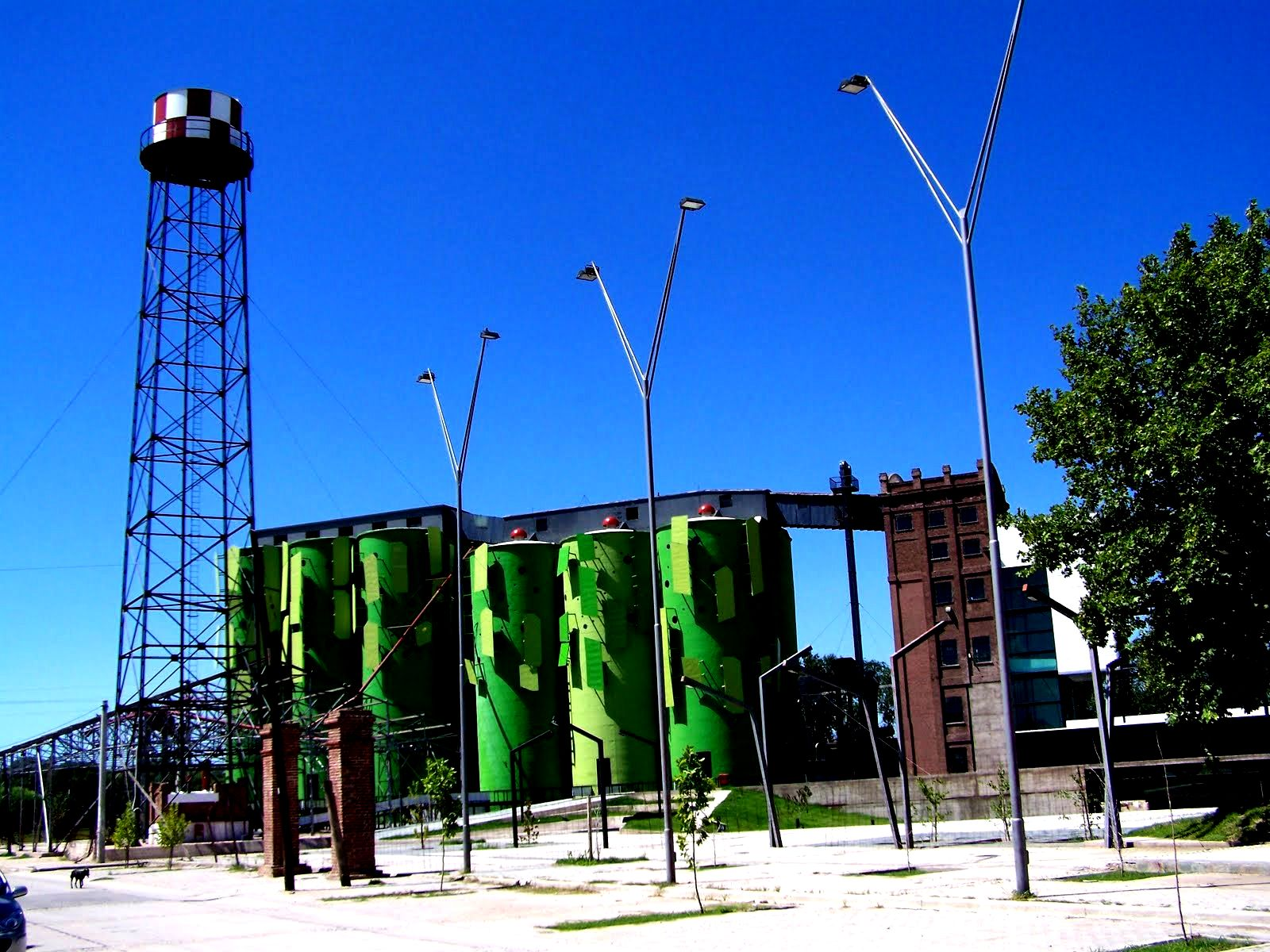
Complejo Cultural Molino Fénix.

En 2017 se construyó un anfiteatro y una Casa de los Artistas, cerca de la Calle Angosta. Bautizado como «Escenario Alfonso y Zavala»,  el complejo alberga desde entonces la conmemoración de la fiesta, a sus participantes y espectadores. Por su parte, el gobierno provincial también aportó al entramado cultural de la ciudad, convirtiendo los silos del viejo Molino Fénix, aledaño, en recintos para esparcimiento, salas de cine, auditorios y la Casa de la Música. Una vez terminadas las obras, las autoridades municipales y provinciales decidieron nombrar a todo ese andamio cultural con el nombre Complejo Cultural Turístico y Recreativo.
El festival a lo largo de su trayectoria ha ido evolucionando hasta incluir otras fiestas o eventos derivados.